# Saúde (distrito de São Paulo)
Saúde es un distrito ubicado en la zona centro-sur de la ciudad de Sao Paulo, Brasil. Administrativamente pertenece a la subprefectura de Vila Mariana. 

## Distritos limítrofes
- Vila Mariana (norte)
- Cursino (este)
- Jabaquara (sur)
- Campo Belo (suroeste)
- Moema (oeste)